# Cerențel de munte

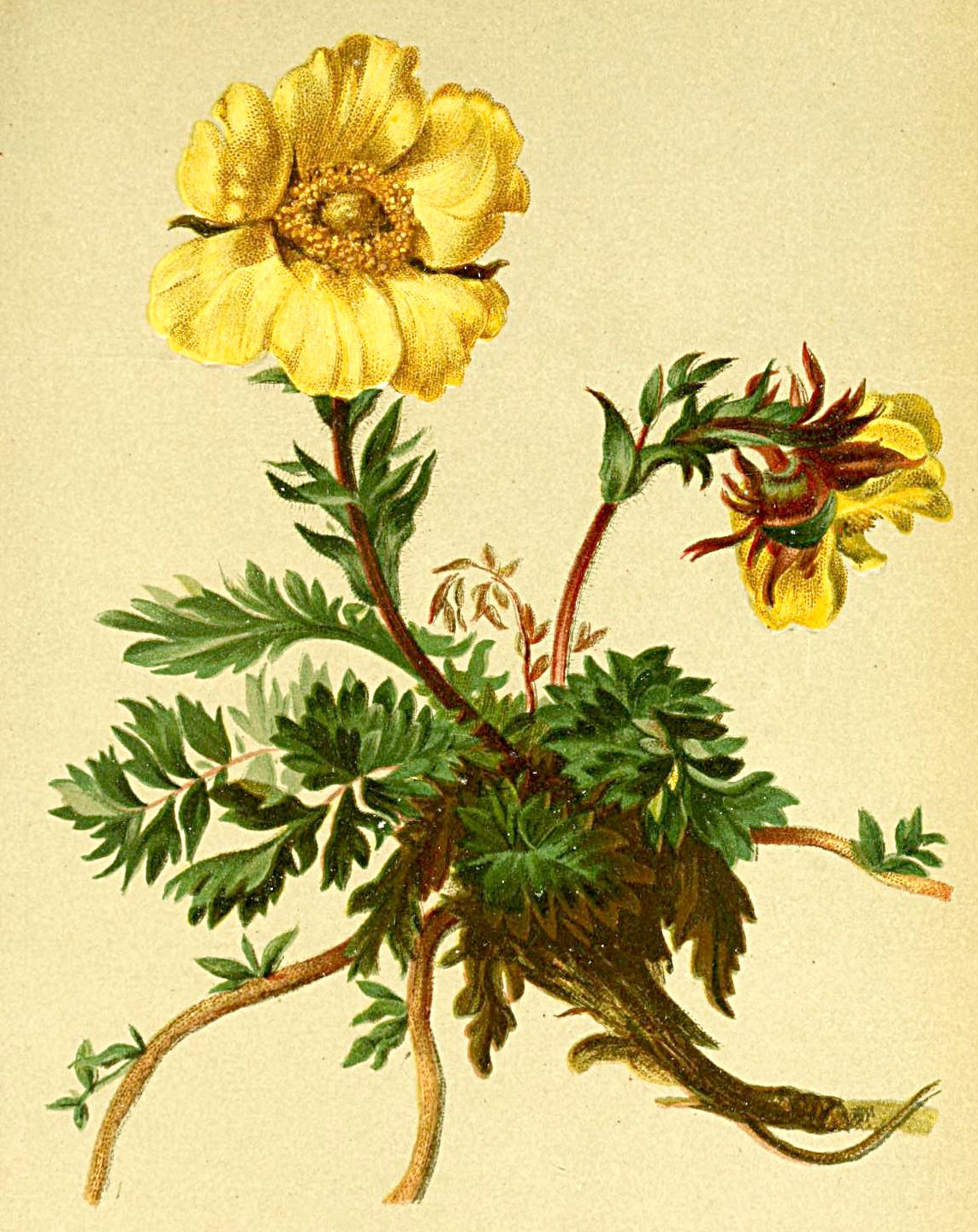
Cerențelul de munte

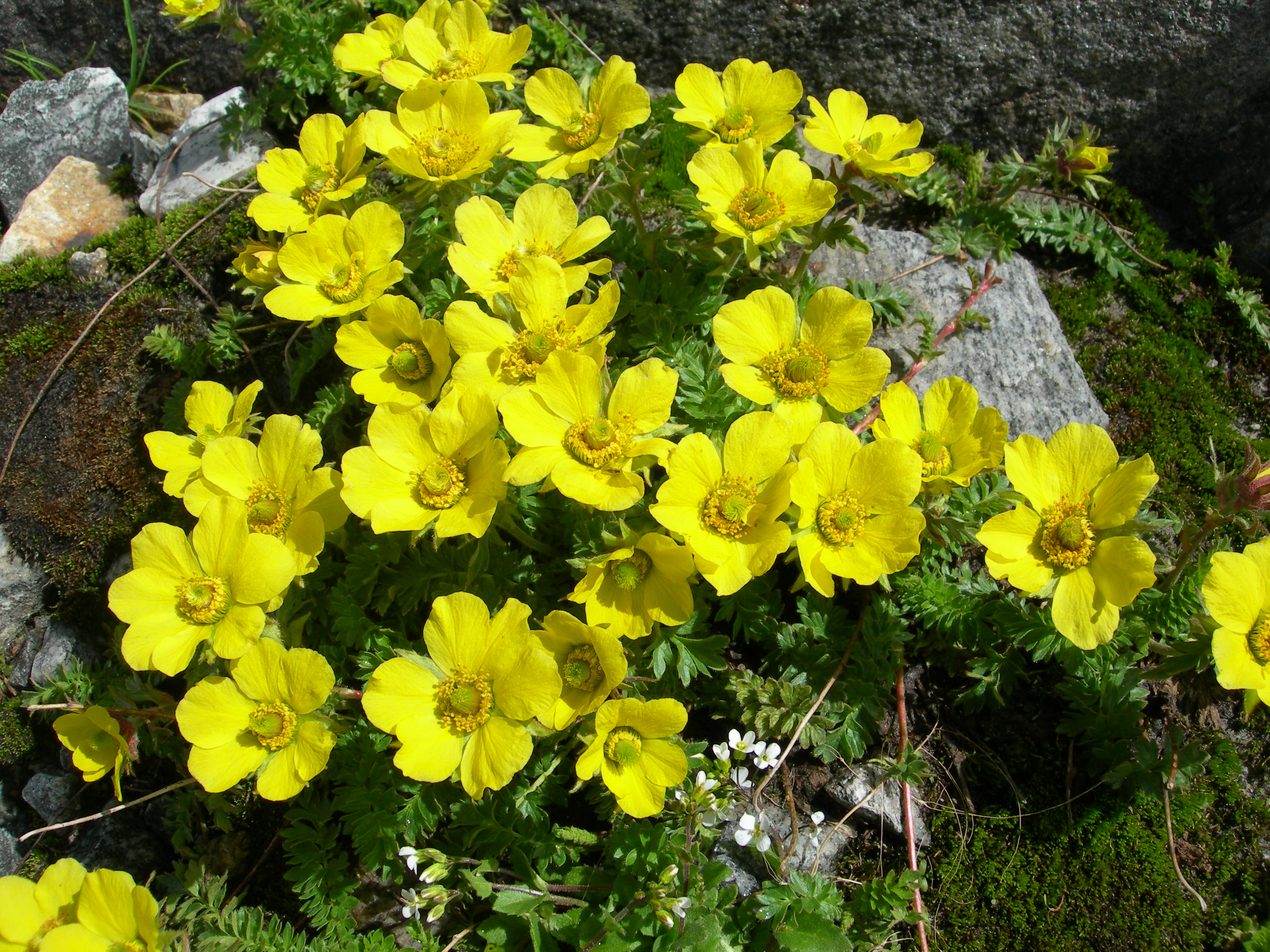
Flori

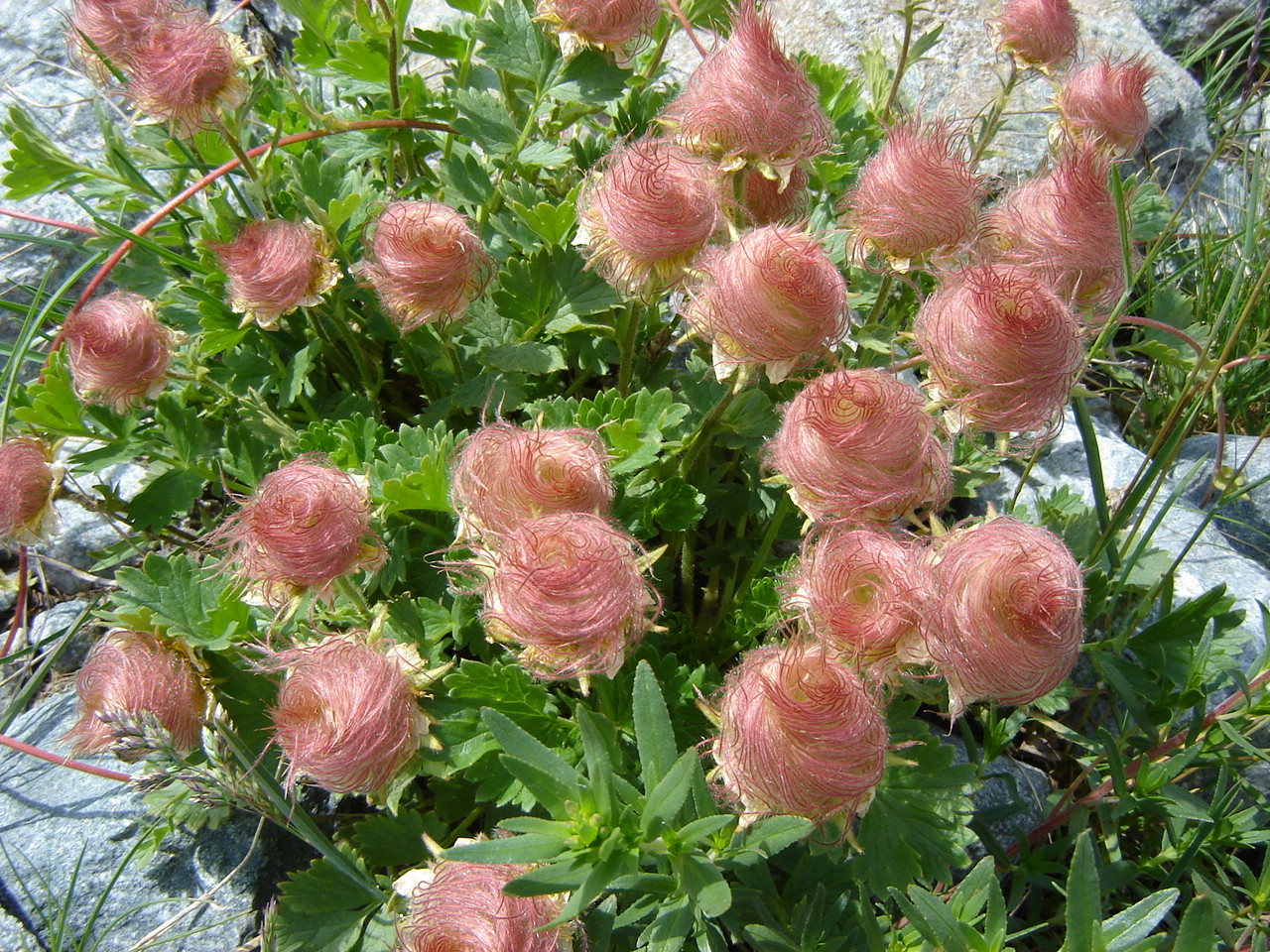
Fructe

Cerențelul de munte (Geum reptans) este o plantă din familia Rosaceae, originară din munții Carpați.

## Descriere
Cerențelul de munte are lăstarii lungi, târâtori. Tulpinile sunt scunde și se termină cu câte o floare de 20-40 mm. Florile sunt de culoare galben viu sau portocaliu. Floarea are de obicei șase petale, retezate și lățite. Înflorește în lunile iulie-august.
Frunzele de la bază sunt formate din mai multe segmente adânc dințate și înșirate în perechi de-a lungul unui ax.
Fructele formează ghemotoace de fire roșiatice și lungi, mătăsoase, ca niște cozi.

## Sinonime
- Sieversia reptans (L.) R.Br.

## Răspândire
În România se găsește prin bolovănișurile și grohotișurile din munții Carpați răsăriteni și cei sudici.